# فيليب أغسطين
فيليب أوغسطين (بالهندية: फिलिप अगस्तिन) أخصائي أمراض الجهاز الهضمي هندي، متخصص في تنظير الجهاز الهضمي ومدير مستشفى إرناكولام في كيرالا. أسس مستشفى ومركز أبحاث ليكشور في عام 2003، وهو أحد أكبر المستشفيات متعددة التخصصات في جنوب الهند. في عام 2010، كرمته حكومة الهند بجائزة بادما شري لخدماته في مجالات الطب.

## سيرة شخصية
ولد فيليب أوغسطين في قرية صغيرة في ولاية كيرالا. درس الطب، وحصل على درجة الماجستير في الطب من معهد All India للعلوم الطبية، في عام 1975، بميدالية ذهبية.